# آلیا ادوکسیا
آلیا ادوکسیا (انگلیسی: Aelia Eudoxia; ۱ ژانویهٔ ۰۳۰۱ – ۶ اکتبر ۴۰۴) امپراتریس اهل امپراتوری بیزانس بود با امپراتور روم آرکادیوس ازدواج کرد. این ازدواج منشأ بحث‌هایی بود، زیرا توسط اوتروپیوس (کنسول ۳۹۹)، یکی از خواجه‌های جنسی که در تلاش برای گسترش نفوذ خود بود، ترتیب داده شده بود.